# Oxyopsis media
Oxyopsis media es una especie de mantis de la familia Mantidae.

## Distribución geográfica
Se encuentra en Brasil Bolivia y Paraguay.